# Edentulina moreleti
Edentulina moreleti (H. Adams, 1868) è un mollusco gasteropode polmonato terrestre della famiglia Streptaxidae, endemico delle isole Seychelles.

## Biologia
A differenza del resto degli streptaxidi che sono carnivori,  Edentulina moreleti è una specie erbivora.

## Distribuzione e habitat
L'areale di questa specie è ristretto alle isole di Mahé e Silhouette (Seychelles).

## Conservazione
La Lista rossa IUCN classifica Edentulina moreleti come specie in pericolo di estinzione (Endangered).